# Station Acren
Station Acren is een spoorwegstation langs spoorlijn 90 (Jurbeke - Aat - Denderleeuw) in Twee-Akren (Frans: Deux-Acren), een deelgemeente van de stad Lessen. Het is nu een stopplaats. Er is een gratis fietsstalling voorzien. Vroeger heette deze halte Twee-Akren

## Treindienst
| Serie       | Treinsoort          | Route                                                                       | Bijzonderheden                                                                      |
| ----------- | ------------------- | --------------------------------------------------------------------------- | ----------------------------------------------------------------------------------- |
| L 4850      | L-trein (NMBS)      | Geraardsbergen – Acren – Aat – Bergen – [ Doornik – Moeskroen ] / [ Quévy ] | Rijdt op werkdagen Geraardsbergen-Moeskroen. Rijdt in weekends Geraardsbergen-Quèvy |
| P 7590/8590 | Piekuurtrein (NMBS) | Geraardsbergen – Acren – Aat                                                | Rijdt alleen op werkdagen.                                                          |

## Galerij

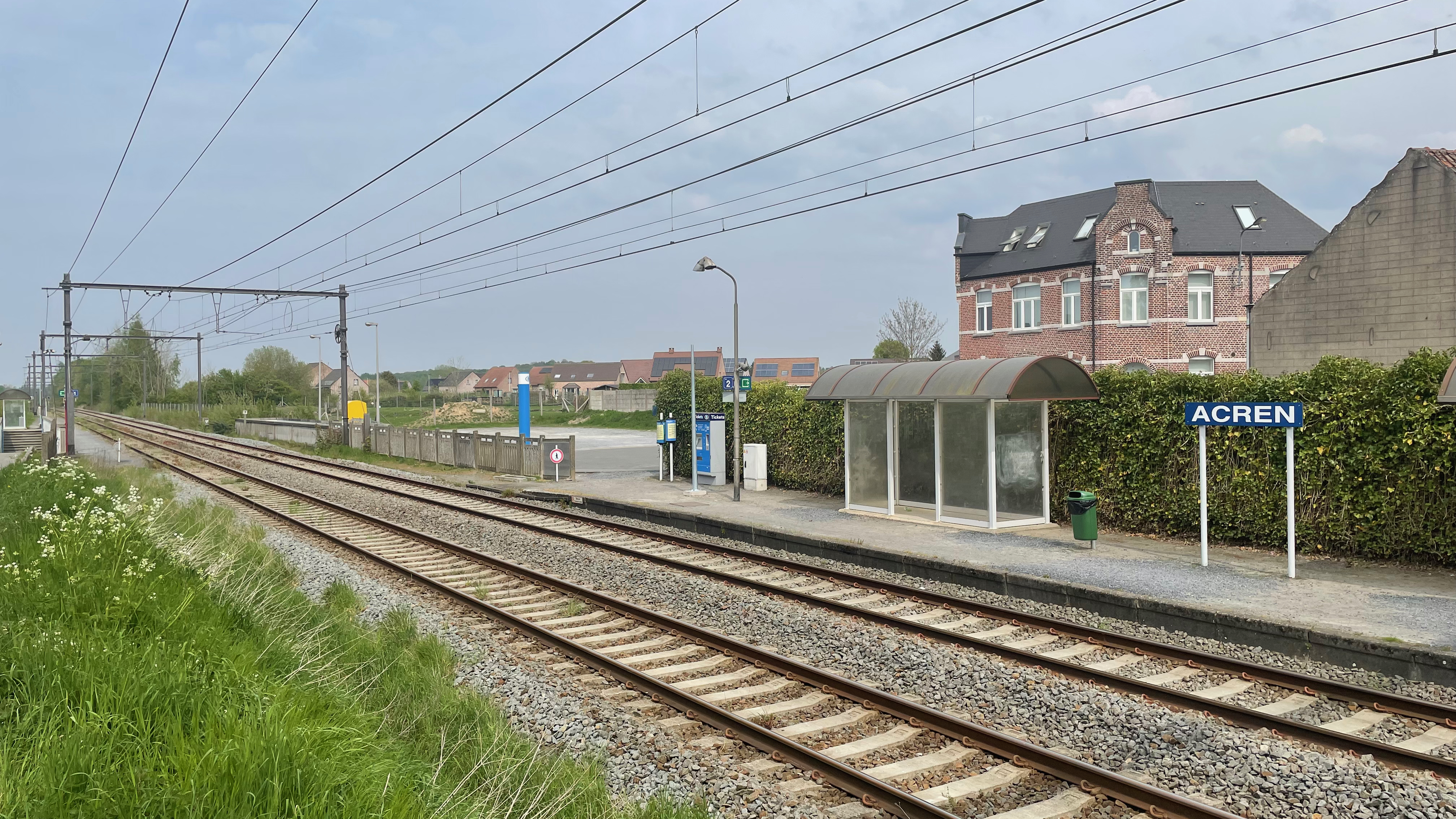
Station Acren

## Reizigerstellingen
De grafiek en tabel geven het gemiddeld aantal instappende reizigers weer op een week-, zater- en zondag.
| Tabel: aantal instappende reizigers station Acren | Tabel: aantal instappende reizigers station Acren | Tabel: aantal instappende reizigers station Acren | Tabel: aantal instappende reizigers station Acren |
|                                                   | Weekdag                                           | Zaterdag                                          | Zondag                                            |
| ------------------------------------------------- | ------------------------------------------------- | ------------------------------------------------- | ------------------------------------------------- |
| 1977                                              | 276                                               | 71                                                | 46                                                |
| 1978                                              | 271                                               | 76                                                | 31                                                |
| 1979                                              | 278                                               | 41                                                | 36                                                |
| 1980                                              | 253                                               | 39                                                | 32                                                |
| 1981                                              | 275                                               | 49                                                | 37                                                |
| 1982                                              | 222                                               | 42                                                | 25                                                |
| 1983                                              | 244                                               | 47                                                | 32                                                |
| 1984                                              | 195                                               | 24                                                | 28                                                |
| 1985                                              | 217                                               | 39                                                | 22                                                |
| 1986                                              | 252                                               | 26                                                | 38                                                |
| 1987                                              | 250                                               | 30                                                | 28                                                |
| 1988                                              | 174                                               | 29                                                | 21                                                |
| 1989                                              | 174                                               | 65                                                | 62                                                |
| 1990                                              | 184                                               | 61                                                | 57                                                |
| 1991                                              | 237                                               | 88                                                | 66                                                |
| 1992                                              | 226                                               | 90                                                | 68                                                |
| 1993                                              | 244                                               | 90                                                | 76                                                |
| 1994                                              | 191                                               | 35                                                | 14                                                |
| 1995                                              | 205                                               | 39                                                | 28                                                |
| 1996                                              | 220                                               | 40                                                | 35                                                |
| 1997                                              | 206                                               | 62                                                | 38                                                |
| 1998                                              | 173                                               | 40                                                | 39                                                |
| 1999                                              | 173                                               | 38                                                | 29                                                |
| 2000                                              | 188                                               | 42                                                | 26                                                |
| 2001                                              | 175                                               | 32                                                | 21                                                |
| 2002                                              | 125                                               | 42                                                | 8                                                 |
| 2003                                              | 189                                               | 32                                                | 15                                                |
| 2004                                              | 152                                               | 42                                                | 29                                                |
| 2005                                              | 192                                               | 43                                                | 27                                                |
| 2006                                              | 194                                               | 38                                                | 32                                                |
| 2007                                              | 193                                               | 46                                                | 26                                                |
| 2008                                              | -                                                 | -                                                 | -                                                 |
| 2009                                              | 304                                               | 43                                                | 28                                                |
| 2010                                              | -                                                 | -                                                 | -                                                 |
| 2011                                              | -                                                 | -                                                 | -                                                 |
| 2012                                              | 246                                               | 43                                                | 31                                                |
| 2013                                              | 226                                               | 51                                                | 27                                                |
| 2014                                              | 225                                               | 51                                                | 44                                                |
| 2015                                              | 199                                               | 37                                                | 29                                                |
| 2016                                              | 268                                               | 33                                                | 30                                                |
| 2017                                              | 225                                               | 49                                                | 24                                                |
| 2018                                              | 179                                               | 77                                                | 80                                                |
| 2019                                              | 226                                               | 43                                                | 50                                                |
| 2020                                              | 146                                               | 77                                                | 50                                                |
| 2021                                              | -                                                 | -                                                 | -                                                 |
| 2022                                              | 216                                               | 69                                                | 51                                                |
| 2023                                              | 231                                               | 93                                                | 113                                               |
| 2024                                              | 253                                               | 98                                                | 91                                                |

0,0: Denderleeuw ·
1,9: Iddergem ·
4,4: Okegem ·
7,5: Ninove ·
10,2: Eichem ·
12,1: Appelterre ·
13,4: Zandbergen ·
16,1: Idegem ·
17,8: Schendelbeke ·
21,7: Geraardsbergen ·
23,2: Overboelare ·
26,3: Acren · 
28,7: Lessen ·
29,8: Houraing ·
31,8: Papignies ·
33,5: La Cavée ·
35,4: Rebaix ·
39,9: Aat ·
42,1: Maffle ·
45,0: Mévergnies-Attre ·
46,5: Brugelette ·
48,3: Cambron-Casteau ·
52,1: Lens ·
55,6: Jurbeke ·
58,0: Erbisœul ·
66,7: Baudour ·
71,8: Saint-Ghislain